# Vivo (azienda)
Vivo Communication Technology Co. Ltd., stilizzato in vivo, è una società cinese di tecnologia che produce smartphone, accessori per smartphone, software e offre servizi online.
Con una sede centrale in Cina, supportata da una rete di 9 centri di ricerca e sviluppo a Shenzhen, Dongguan, Nanchino, Pechino, Hangzhou, Shanghai, Taipei, Tokyo e San Diego, Vivo si focalizza sullo sviluppo di tecnologie di consumo all'avanguardia, tra cui 5G, intelligenza artificiale, design industriale, fotografia e altre tecnologie emergenti. Vivo ha inoltre creato cinque centri di produzione in Cina e nel sud-est asiatico, producendo oltre 200 milioni di smartphone ogni anno. Dal 2019, Vivo ha ramificato la sua rete di vendita in oltre 30 paesi e regioni e ha raggiunto gli oltre 370 milioni di utenti in tutto il mondo.

## Crescita dell'azienda
Nel 2009 Vivo entra nel mercato degli smartphone e dal 2014 inizia la sua espansione internazionale, iniziando dal mercato thailandese. La compagnia si è successivamente espansa in altri mercati asiatici, fra cui l'India, e successivamente in Russia e Medio Oriente.
Nel giugno 2017 Vivo entra nel mercato pakistano e diventa velocemente uno dei marchi di telefonia più venduti del paese. Il 26 novembre 2017 entra nel mercato nepalese con i modelli Y53 e Y65. Al CES 2018 di Las Vegas, Vivo presenta il primo smartphone con il sensore di impronte digitali sotto il display, integrato nel vivo X20Plus UD. Secondo la nota azienda di analisi di mercato IDC, alla fine del terzo trimestre del 2020 Vivo occupa il terzo posto nel mercato globale con un volume pari a 31,5 milioni di smartphone spediti fra luglio e settembre e una quota pari all'8,9%.
Il 20 ottobre 2020 Vivo arriva ufficialmente in Europa e in Italia con i modelli vivo X51 5G e con la nuova serie Y.

## Marketing
Nell'ottobre del 2016, Vivo è diventato il primo sponsor dell'Indian Premier League firmando un contratto biennale. A luglio 2017 il contratto è stato esteso fino al 2022. A giugno 2016, Vivo ha stretto un accordo con la FIFA per diventare lo smartphone ufficiale nei mondiali FIFA 2018-2022. L'azienda ha anche firmato un accordo con la Marvel Studios, diventando lo smartphone di Capitan America e Iron Man in Captain America: Civil War.
A ottobre 2020 Vivo annuncia un accordo con UEFA per diventare smartphone ufficiale dei campionati europei di calcio 2020 e 2024.

## Controversia sui codici IMEI in India
Nel giugno 2020 la sezione della polizia indiana dedicata ai crimini informatici ha scoperto che oltre 13.500 smartphone Vivo in India erano associati al medesimo codice IMEI, un codice di 15 cifre utilizzato per identificare in modo univoco un terminale mobile. Condividendo il codice su più device, Vivo potrebbe aver messo a repentaglio indagini della polizia che prevedono il tracciamento di criminali o telefoni rubati.
L'irregolarità dei codici IMEI, trasformatasi poi in un'indagine su Vivo India, è emersa quando un agente di polizia ha consegnato il proprio telefono all'unità di crimini informatici per essere esaminato. Nonostante fosse stato riparato presso un centro ufficiale Vivo a Meerut, lo smartphone non funzionava correttamente e il codice IMEI registrato era diverso da quello stampato sulla scatola. La sezione di crimini informatici ha poi scoperto che lo stesso IMEI era associato a 13.557 telefoni in diversi stati indiani.

## Prodotti
Nel corso della sua storia Vivo ha raggiunto una serie di traguardi importanti, fra cui il primo smartphone con un chip audio dedicato (vivo X1, nel 2012), il più sottile al mondo (vivo X5Max, nel 2014), e il primo smartphone con lettore d'impronta digitale sotto al display (vivo X20Plus UD, nel 2018). Sempre nel 2018 Vivo lancia il suo primo concept, vivo APEX, da cui successivamente nasce il primo smartphone con display senza bordi e con fotocamera pop-up motorizzata (NEX). E nel 2020 il nuovo concept APEX 2020 presenta numerose innovazioni, fra cui la Gimbal Camera che troveremo poi nel vivo X51 5G, il primo smartphone per l'Europa.
Gli smartphone commercializzati per i mercati europei sono:
- vivo serie X
  - Vivo X51 5G[19]
  - Vivo X60 Pro 5G
  - vivo X80 Pro 5G[20]
- vivo Serie Y
  - Vivo Y76 5G
  - Vivo Y72 5G
  - Vivo Y70
  - Vivo Y20s[21]
  - Vivo Y11s[22]
- vivo Serie V
  - Vivo V23 5G[23]
  - Vivo V40 5G
  - Vivo V40 Lite
  - Vivo V40 SE